# Chloe
Chloeⓘ (wym. Chloe) – imię żeńskie pochodzenia greckiego (gr. Χλοη), oznaczające "zielony pęd", "młode dziewczę". Przydomek greckiej bogini Demeter. Imię Chloe pojawia się także w Biblii, w 1. liście do Koryntian. W okresie baroku i rokoko imię to często było wykorzystywane przez autorów sielanek, nawiązujących do antycznego romansu greckiego Dafnis i Chloe Longosa. Dafnis i Chloe to także balet Ravela. 
Chloe imieniny obchodzi 21 czerwca.
Znane osoby noszące imię Chloe:
- Chloë Sevigny – amerykańska aktorka nominowana na nagrody Oscara i Złotego Globu
- Chloe Dior – amerykańska aktorka porno
- Chloe Marshall – brytyjska modelka
- Chloë Agnew – irlandzka piosenkarka
- Chloë Grace Moretz – amerykańska aktorka
- Khloé Kardashian – amerykańska celebrytka